# ヴェッダ人

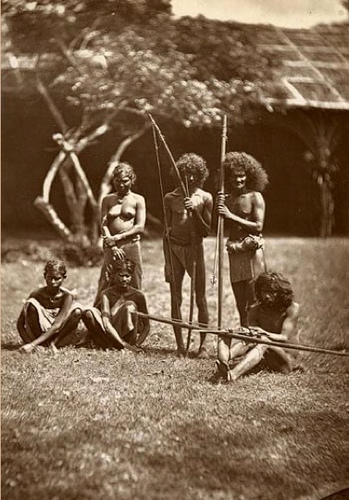
弓と矢を持ったヴェッダ（1890年）

ヴェッダ人 (ヴェッダじん、シンハラ語: වැද්දා - [ˈvædːaː], タミル語: வேடுவர், 英語: Vedda) は、スリランカの山間部で生活している狩猟採集民。正確にはウェッダーと発音するが、侮蔑語である。自称はワンニヤレット (Wanniyalaeto, Wanniyala-Aretto)で「森の民」の意味である。

## 概要
人種的にはオーストラロイドやヴェッドイドなどと言われている。身体的特徴としては目が窪んでおり彫りが深く、肌が黒く低身長であり広く高い鼻を持つ。
記録は、ロバート・ノックス『セイロン島誌』（平凡社、1994。原題：Knox,Robert.,An Hiatorical Relation of the Island Celylon in the East Indies,1681）に遡る。人口は1946年当時2347人で、バッティカロア、バドゥッラ、アヌラーダプラ、ラトゥナプラに居住していたという記録が残る。1963年の統計で400人と記録されて以後、正式な人口は不明で、シンハラ人との同化が進んだと見られる。

## 歴史
民族誌としてはSeligman,C.G. and Seligman,B.Z.,The Veddas,Cambridge: Cambridge University Press,1911、があり、ウェッダー像の原型が形造られた。現在の実態については確実な情報は少ない。
伝説の中ではヴェッダはさまざまに語られ、儀礼にも登場する。南部の聖地カタラガマの起源伝承では、南インドから来たムルガン神が、ヴェッダに育てられたワッリ・アンマと「七つ峯」で出会って結ばれて結婚したとされる。ムルガン神はヒンドゥー教徒のタミル人の守護神であったが、シンハラ人からはスカンダ・クマーラと同じとみなされるようになり、カタラガマ神と呼ばれて人気がある。カタラガマはイスラーム教徒の信仰も集めており、民族や宗教を越える聖地になっている。8月の大祭には多くの法悦の行者が聖地を訪れて火渡りや串刺しの自己供犠によって願ほどきを行う。
一方、サバラガムワ州にそびえるスリー・パーダは、山頂に聖なる足跡（パーダ）があることで知られる聖地で、仏教、ヒンドゥー教、イスラーム教、キリスト教の共通の巡礼地で、アダムスピークとも呼ばれるが、元々はヴェッダの守護神である山の神のサマン (シンハラ語: සුමන සමන් ‍දෙවි, 英語: Saman) を祀る山であったと推定されている。古い神像は白象に乗り弓矢を持つ姿で表されている。サバラガムワは「狩猟民」の「土地」の意味であった。古代の歴史書『マハーワンサ』によれば、初代の王によって追放された土地の女夜叉のクエーニイとの間に生まれた子供たちが、スリーパーダの山麓に住んだというプリンダー族の話が語られている。その子孫がヴェッダではないかという。
また、東部のマヒヤンガナは現在でもヴェッダの居住地であるが、山の神のサマン神を祀るデーワーレ（神殿）があり、毎年の大祭にはウエッダが行列の先頭を歩く。伝承や儀礼の根底にある山岳信仰が狩猟民ヴェッダの基層文化である可能性は高い。
なお、民族文化のなかで、一切の楽器をもたない稀少な例に属する。
スリランカの歴史ではセイロン島で発見されている初期の人類遺跡は、およそ38,000年前のバランゴダ人のものである。ワンニヤレット、あるいはヴェッダと呼ばれる狩猟採集民は、現在でも中部州、ウバ州およびスリランカ北東部に居住している。彼らが恐らく最初の入植者バランゴダ人の直系子孫である。入植時期は人類がアフリカからインド亜大陸へと広がった時期に近いと考えられる。